# Communication based train control
Il sistema communication-based train control (CBTC - controllo dei treni basato su comunicazione) è un sistema di controllo automatico del traffico ferroviario e metropolitano basato sulla comunicazione continua tra treno e computer destinati al controllo.

## Descrizione
Il sistema CBTC è descritto dalla norma IEEE 1474 del 1999, che riporta come caratteristiche peculiari del sistema:
- localizzazione dei treni indipendente dal circuito di binario
- trasmissione bidirezionale tra sistemi computerizzati imbarcati sul treno e altri fissi lungo la linea.

Generalmente un computer centrale, posto in un punto esterno alla linea, controlla tutti i treni ad esso connessi. Ciò permette un passaggio regolare dei treni e una buona frequenza nelle ore di punte (90 secondi in media). Il computer centrale impartisce ordini in base ai feedback che giungono dai sistemi imbarcati sul treno.

## Tecnologie di comunicazione
Vi sono diversi sistemi sfruttabili per la comunicazione tra gli apparati. Nella fattispecie essi sono:
- via cavo, con una linea posta nei pressi dei binari (come ad esempio viene fatto in gran parte delle linee automatica della metropolitana di Parigi), specialmente in caso di sistemi di guida semiautomatici;
- via radio, come sulle linee L e 7 della metropolitana di New York gestite dalla NYCTA, o sulla linea 14 della metropolitana di Parigi gestita dalla RATP, ideale per sistemi completamente automatici.

## Esempi d'uso del CBTC
- Sistemi OURAGAN e OCTYS, per le linee a condotta manuale della metropolitana di Parigi;
- Sistema SAET, in uso sulle linee 1 e 14 della metropolitana parigina.